# Heteractis malu
Heteractis malu är en havsanemonart som först beskrevs av Alfred Cort Haddon och Shackleton 1893.  Heteractis malu ingår i släktet Heteractis och familjen Stichodactylidae. Inga underarter finns listade i Catalogue of Life.

## Bildgalleri

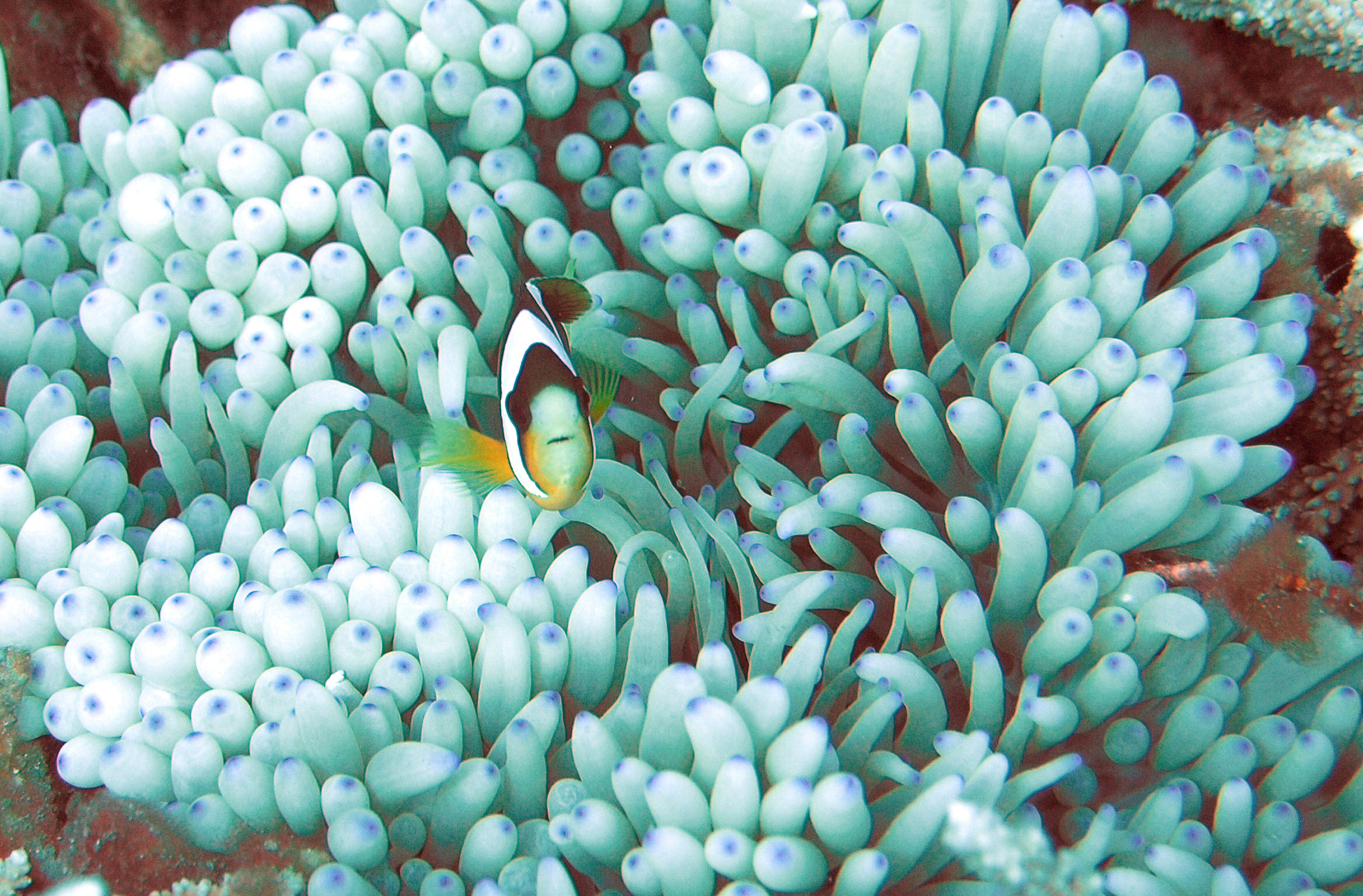